# Melittia doddi
Melittia doddi là một loài bướm đêm thuộc họ Sesiidae. Nó là loài duy nhất được tìm thấy ở Queensland, nơi chúng được sưu tập gần Kuranda.
Chiều dài cánh trước là 12–14 mm đối với con đực và 13–14 mm đối với con cái.

## Phân loại
Melittia doddi trước đây được xem là một đồng âm hay biến thể của Melittia amboinensis C. Felder, 1861 .